# Sohodol, Alba
Sohodol (în maghiară Aranyosszohodol) este satul de reședință al comunei cu același nume din județul Alba, Transilvania, România.

## Date economice
Carieră de marmură.

## Obiective turistice
- Rezervația naturală Peștera Lucia (1 ha).